# Indigastrum candidissimum
Indigastrum candidissimum är en ärtväxtart som först beskrevs av Moritz Kurt Dinter, och fick sitt nu gällande namn av Brian David Schrire. Indigastrum candidissimum ingår i släktet Indigastrum och familjen ärtväxter. Inga underarter finns listade i Catalogue of Life.